# Dresdenska Frauenkirche
Dresdenska Frauenkirche (nemško Dresdner Frauenkirche, IPA: [ˈfʁaʊənˌkɪʁçə], Cerkev Naše Gospe) je luteranska cerkev v Dresdnu, glavnem mestu nemške zvezne dežele Saška. Cerkev, ki je bila uničena med zavezniškim bombardiranjem Dresdna proti koncu druge svetovne vojne, je bila med letoma 1994 in 2005 obnovljena.
Prejšnja cerkvena stavba je bila katoliška, dokler med reformacijo ni postala protestantska. Staro cerkev je v 18. stoletju nadomestila večja baročna luteranska stavba. Velja za izjemen primer protestantske sakralne arhitekture, saj ima eno največjih kupol v Evropi. Prvotno je bila zgrajena kot znak volje državljanov Dresdna, da ostanejo protestanti, potem ko se je njihov vladar spreobrnil v katolištvo. Zdaj služi tudi kot simbol sprave med nekdanjimi sprtimi sovražniki.
Po uničenju cerkve leta 1945 so preostale ruševine 50 let pustili kot vojni spomenik po odločitvi lokalnih vzhodnonemških voditeljev. Cerkev je bila obnovljena po ponovni združitvi Nemčije, in se je začela leta 1994. Obnova njene zunanjosti je bila končana leta 2004, notranjost pa leta 2005. Cerkev je bila ponovno posvečena 30. oktobra 2005 s prazničnimi bogoslužji, ki so trajala ves čas protestantskega praznovanja dneva reformacije 31. oktobra. Leta 2004 je bil obnovljen tudi okoliški trg Neumarkt s številnimi dragocenimi baročnimi stavbami.
Frauenkirche se pogosto imenuje stolnica, vendar ni sedež škofa; cerkev deželnega škofa Evangeličansko-luteranske cerkve Saške je cerkev sv. Križa. Enkrat na mesec izvajajo anglikanske večerne pesmi v angleščini duhovniki iz anglikanske cerkve sv. Jurija v Berlinu.

## Zgodovina
Cerkev posvečena 'Naši Gospe' je bila prvič zgrajena v 11. stoletju v romanskem slogu, zunaj mestnega obzidja in obkrožena s pokopališčem. Frauenkirche je bila sedež nadduhovnika v škofiji Meissen do reformacije, ko je postala protestantska cerkev. To prvo Frauenkirche so leta 1727 podrli in nadomestili z novo, večjo cerkvijo z večjo zmogljivostjo. Frauenkirche so meščani ponovno zgradili kot luteransko (protestantsko) župnijsko cerkev. Čeprav se je saški volilni knez Avgust Močni spreobrnil v katoličanstvo, da bi postal poljski kralj, je podprl gradnjo, ki ni le dala impresivno kupolo mestni pokrajini v Dresdnu, ampak je Saško tudi prepričala, da njihov vladar ne bo prisilil načelo cuius regio, eius religio na njih.
Prvotna baročna cerkev je bila zgrajena med letoma 1726 in 1743, zasnoval pa jo je dresdenski mestni arhitekt George Bähr, ki ni dočakal dokončanja svojega največjega dela. Bährov prepoznavni dizajn cerkve je zajel nov duh protestantske liturgije, tako da je oltar, prižnico in krstilnik postavil neposredno v središče pogleda celotne kongregacije.
Leta 1736 je slavni izdelovalec orgel Gottfried Silbermann za cerkev izdelal trimanualni instrument s 43 registri. Orgle so posvetili 25. novembra, Johann Sebastian Bach pa je imel 1. decembra recital na glasbilu.
Najbolj značilna značilnost cerkve je bila njena nekonvencionalna visoka kupola, visoka 67 metrov, imenovana die Steinerne Glocke ali 'Kamniti zvon'. Inženirski podvig, primerljiv z Michelangelovo kupolo za baziliko svetega Petra v Vatikanu, je 12.000 ton težka kupola iz peščenjaka Frauenkirche stala visoko na osmih vitkih nosilcih. Kljub začetnim dvomom se je kupola izkazala za izjemno stabilno. Priče so leta 1760 povedale, da je kupolo zadelo več kot 100 topovskih krogel, ki jih je med sedemletno vojno izstrelila pruska vojska pod vodstvom Friderika II. Projektili so se odbili in cerkev je preživela.
Dokončana cerkev je dala mestu Dresden značilno silhueto, ki je bila ujeta v znamenitih slikah Bernarda Bellotta, nečaka umetnika Canaletta (znanega tudi pod istim imenom), in v sliki Dresden v mesečini (1839) norveškega slikarja Johana Christiana Dahla.
Leta 1849 je bila cerkev v središču revolucionarnih nemirov, znanih kot majska vstaja. Obkrožena je bila z barikadami in boji so trajali več dni, preden so tiste upornike, ki še niso pobegnili, zbrali v cerkvi in jih aretirali.
Več kot 200 let je kupola v obliki zvona stala nad obzorjem starega Dresdna in dominirala nad mestom.
V njej sta med drugimi pokopana skladatelj Heinrich Schütz in arhitekt George Bähr.

## Uničenje
13. februarja 1945 so zavezniške sile začele bombardirati Dresden v drugi svetovni vojni. Cerkev je zdržala dva dni in noči napadov, osem notranjih stebrov iz peščenjaka, ki podpirajo veliko kupolo, pa je zdržalo dovolj dolgo za evakuacijo 300 ljudi, ki so poiskal zavetje v cerkveni kripti, preden so podlegli vročini, ki jo je ustvarilo približno 650.000 zažigalnih bomb, ki so bile odvržene na mesto. Temperatura okolice in znotraj cerkve je sčasoma dosegla 1000 °C. Kupola se je dokončno zrušila ob 10. uri 15. februarja. Stebri so zažareli živo rdeče in se razleteli; zunanje stene so se zdrobile in skoraj 6000 ton kamna je padlo na zemljo in med padcem predrlo masivna tla.
Oltar, reliefna upodobitev Jezusove agonije v vrtu Getsemani na Oljski gori avtorja Johanna Christiana Feigeja, je bil med bombardiranjem in požarom, ki je uničil cerkev, le delno poškodovan. Oltar in konstrukcija za njim, kor, sta ostala med ostanki. Značilnosti večine figur so bile odrezane zaradi padajočih ruševin in drobci so ležali pod ruševinami.
Stavba je izginila z obzorja Dresdna, počrneli kamni pa bodo naslednjih 45 let čakali na kupu v središču mesta, ko je komunistična oblast zajela območje današnje Vzhodne Nemčije. Kmalu po koncu druge svetovne vojne so prebivalci Dresdna že začeli reševati edinstvene kamnite fragmente iz cerkve Naše Gospe in jih številčiti za prihodnjo uporabo pri obnovi. Ljudska čustva so oblasti odvrnila od čiščenja ruševin in ureditve parkirišča. Leta 1966 so ostanke uradno razglasili za spomenik proti vojni in ob obletnicah uničenja Dresdna so tam potekale komemoracije pod nadzorom države.
Leta 1982 so ruševine postale prizorišče mirovnega gibanja v kombinaciji z miroljubnimi protesti proti vzhodnonemškemu režimu. Ob obletnici bombnega napada je 400 državljanov Dresdna v tišini s cvetjem in svečami prišlo do ruševin, del rastočega vzhodnonemškega gibanja za državljanske pravice. Do leta 1989 se je število protestnikov v Dresdnu, Leipzigu in drugih delih Vzhodne Nemčije povečalo na več deset tisoč. 9. novembra 1989 je »padel« berlinski zid in podrla se je notranja nemška meja, ki je ločevala vzhodno in zahodno Nemčijo. To je odprlo pot ponovni združitvi Nemčije.

## Spodbujanje obnove in financiranja
V zadnjih mesecih druge svetovne vojne so prebivalci izrazili željo po obnovi cerkve. Vendar se je obnova zaradi političnih razmer v Vzhodni Nemčiji ustavila. Kup ruševin je bil ohranjen kot vojni spomenik v ožjem mestnem jedru Dresdna, kot neposredno nasprotje ruševinam stolnice v Coventryju, ki je bila uničena v nemškem bombardiranju leta 1940 in služi tudi kot vojni spomenik v Združenem kraljestvu. Zaradi nenehnega propadanja ruševin so se dresdenski voditelji leta 1985 (po tem, ko je bila Semperoper končno dokončana) odločili, da po zaključku rekonstrukcije Dresdenskega gradu ponovno zgradijo cerkev Naše Gospe.
Ponovna združitev Nemčije je v načrte za obnovo vnesla novo življenje. Leta 1989 je 14-članska skupina entuziastov pod vodstvom Ludwiga Güttlerja, znanega dresdenskega glasbenika, ustanovila Državljansko pobudo. Iz te skupine je leto pozneje nastalo Društvo za pospeševanje obnove cerkve Naše Gospe, ki je začelo agresivno zasebno kampanjo zbiranja sredstev. Organizacija je zrasla na več kot 5000 članov v Nemčiji in 20 drugih državah. Oblikovana je bila vrsta nemških pomožnih skupin in tri promocijske organizacije v tujini.
Projekt je dobil zagon. Ko je na stotine arhitektov, umetnostnih zgodovinarjev in inženirjev razvrščalo na tisoče kamnov, vsakega identificiralo in označilo za ponovno uporabo v novi strukturi, so drugi delali, da bi zbrali denar. IBM je zagotovil ključni element s sklenitvijo pogodbe z RTI International, neprofitnim raziskovalnim inštitutom v Research Triangle Park NC za ustvarjanje interaktivne predstavitve Cerkve v virtualni resničnosti. VR je zbiral velike in majhne donacije in pomagal omogočiti projekt.
Günter Blobel, Američan Nemčije, je prvotno cerkev videl kot deček, ko se je njegova begunska družina zatekla v mesto tik pred Dresdnom nekaj dni pred bombardiranjem mesta. Leta 1994 je postal ustanovitelj in predsednik neprofitne organizacije Friends of Dresden, Inc., organizacije Združenih držav Amerike, ki se posveča podpori rekonstrukcije, restavriranja in ohranjanja umetniške in arhitekturne zapuščine Dresdna. Leta 1999 je Blobel prejel Nobelovo nagrado za medicino in celoten znesek svoje nagrade (skoraj 1 milijon ameriških dolarjev) podaril organizaciji za obnovo Dresdna, za obnovo Frauenkirche in gradnjo nove sinagoge. To je bila največja posamična donacija projektu.
V Veliki Britaniji ima Dresden Trust kraljevega pokrovitelja princa Edwarda, vojvoda Kentski, med svojimi kustosi pa škofa Coventryja. dr. Paul Oestreicher, častni kanonik stolnice v Coventryju in ustanovitelj Dresdenskega sklada, je zapisal: »Cerkev je za Dresden to, kar je cerkev sv. Pavla za London«. Dodatne organizacije vključujejo francosko združenje Frauenkirche Paris in švicarsko združenje švicarskih prijateljev Frauenkirchen.
Obnova cerkve je stala 180 milijonov evrov. Dresdner Bank je več kot polovico stroškov obnove financirala s »akcijo donatorskih certifikatov« in po letu 1995 zbrala skoraj 70 milijonov evrov. Sama banka je prispevala več kot sedem milijonov evrov, od tega več kot milijon prispevajo njeni zaposleni. V preteklih letih je bilo prodanih na tisoče ur, ki so vsebovale drobne delce kamna cerkve Naše Gospe, prav tako posebej natisnjene medalje. En sponzor je s simbolično prodajo posameznih cerkvenih kamnov zbral skoraj 2,3 milijona evrov.
Zbrana sredstva so bila predana »fundaciji Frauenkirche Dresden«, obnovo pa so podprli dežela Saška, mesto Dresden in Evangeličansko-luteranska cerkev Saške.
Novi zlati stolpni križ so uradno financirali »britanski ljudje in hiša Windsor«. Izdelalo jo je britansko srebrnarsko podjetje Grant Macdonald, katerega glavni mojster pri projektu je bil Alan Smith, čigar oče je bil eden od pilotov bombnikov, odgovornih za uničenje cerkve.

## Rekonstrukcija
Na podlagi prvotnih načrtov gradbenika Georga Bähra iz 1720-ih se je mestni svet Dresdna februarja 1992 odločil za nadaljevanje obnove. Januarja 1993 se je dogodek začel s slovesnostjo razvrščanja ruševin pod vodstvom cerkvenega arhitekta in inženirja Eberharda Burgerja. Temeljni kamen je bil položen leta 1994, stabiliziran pa leta 1995. Kripta je bila dokončana leta 1996, notranja kupola pa leta 2000. Za cerkev je bilo ulitih sedem novih zvonov, ki so prvič zazvonili za binkoštno praznovanje leta 2003. Zunanjost je bila dokončana pred predvidenim rokom leta 2004, notranjost pa poslikana leta 2005. Intenzivna prizadevanja za obnovo te svetovno znane znamenitosti so bila zaključena leta 2005, eno leto prej, kot je bilo prvotno načrtovano, in pravočasno za 800-letnico mesta Dresden leta 2006.
Dan pred Dnevom reformacije je bila cerkev ponovno posvečena s prazničnim bogoslužjem. Obnovljena cerkev je spomenik, ki spominja na zgodovino in simbol upanja in sprave.
Kolikor je bilo mogoče, je bila cerkev – razen kupole – prezidana z izvirnimi materiali in načrti ter s pomočjo sodobne tehnologije. Kopico ruševin so dokumentirali in odnašali kamen za kamnom. Približen prvotni položaj vsakega kamna je bilo mogoče določiti iz njegovega položaja v kupu. Vsak uporaben kos je bil izmerjen in katalogiziran. Računalniški program za slikanje, ki je lahko tridimenzionalno premikal kamne po zaslonu v različnih konfiguracijah, je bil uporabljen, da bi arhitektom pomagal ugotoviti, kje so originalni kamni sedeli in kako se prilegajo skupaj.
Od milijonov kamnov, uporabljenih pri obnovi, je bilo več kot 8500 originalnih kamnov rešenih iz prvotne cerkve in približno 3800 ponovno uporabljenih pri obnovi. Ker so starejši kamni prekriti s temnejšo patino, zaradi poškodb zaradi požara in vremenskih vplivov, bo razlika med starimi in novimi kamni jasno vidna še vrsto let po rekonstrukciji.
Dva tisoč kosov prvotnega oltarja je bilo očiščenih in vključenih v novo stavbo.
Gradbeniki so se zanašali na tisoče starih fotografij, spomine vernikov in cerkvenih uradnikov ter razpadajoča stara naročila s podrobnostmi o kakovosti malte ali pigmentov barve (kot v 18. stoletju so bile za izdelavo barve uporabljene velike količine jajc) daje notranjosti skoraj luminiscenčen sijaj.
Ko je prišel čas za podvojitev hrastovih vrat na vhodu, so imeli gradbeniki le nejasne opise podrobnih rezbarij. Ker so se ljudje (predvsem svatje) pogosto fotografirali pred cerkvenimi vrati, so objavili poziv za stare fotografije in odziv – ki je vključeval cele poročne albume – je obrtnikom omogočil poustvariti originalna vrata.
Novo pozlačeno kroglo in križ na vrhu kupole je skoval Grant Macdonald Silversmiths v Londonu, pri čemer so čim bolj uporabili izvirne tehnike iz 18. stoletja. Konstruiral ga je Alan Smith, britanski zlatar iz Londona, čigar oče Frank je bil član ene od letalskih posadk, ki so sodelovale pri bombardiranju Dresdna. Pred potovanjem v Dresden je bil križ pet let razstavljen v cerkvah po Združenem kraljestvu, vključno s stolnico v Coventryju, stolnico v Liverpoolu, stolnico St Giles v Edinburghu in stolnico sv. Pavla v Londonu. Februarja 2000 je križ slovesno predal princ Edward, vojvoda Kentski, da bi ga postavili na vrh kupole nekaj dni po 60. obeleževanju dneva D 22. junija 2004. Zunanja struktura Frauenkirche je bila dokončana. Prvič po zadnji vojni dokončana kupola in njen pozlačen križ krasita obzorje Dresdna kot stoletja prej. Desno od novega oltarja stoji križ, ki je nekoč pokrival kupolo, zdaj pa je zvit in zoglenel.
Gradbeniki so se odločili, da ne bodo reproducirali orgel Gottfrieda Silbermanna iz leta 1736, kljub dejstvu, da originalni projektni dokumenti, opis in podrobnosti obstajajo, kar je povzročilo spor o orglah v Dresdnu (Dresdner Orgelstreit). Ko so bile nameščene, so imele Silbermannove orgle tri manuale s 43 registrov in so bile z leti predelane in razširjene na pet manualov z 80 registri. Daniel Kern iz Strasbourga v Alzaciji je aprila 2005 dokončal orgle s 4873 piščali za zgradbo, ki je bila slovesno odprta oktobra istega leta. Jedrne orgle vsebujejo vse zapore, ki so bile v Silbermannovih orglah, in poskušajo poustvariti njihov zvok. Kernovo delo vsebuje 68 registrov in četrti nabrekel manual v simfoničnem slogu 19. stoletja, ki je primeren za orgelsko literaturo, nastalo po baroku.
Bronasti kip reformatorja in teologa Martina Luthra, ki je preživel bombardiranje, je obnovljen in spet stoji pred cerkvijo. Je delo kiparja Adolfa von Donndorfa iz leta 1885.
Vsak dan sta dve bogoslužji in vsako nedeljo dve liturgiji. Od oktobra 2005 je v Stadtmuseumu (Mestnem muzeju) v Alten Landhaus v Dresdnu na ogled razstava o zgodovini in obnovi Frauenkirche.

## Od ponovnega odprtja
Cerkev Naše Gospe je od ponovnega odprtja postala turistična destinacija v Dresdnu. V prvih treh letih je cerkev obiskalo sedem milijonov ljudi kot turisti in za obisk bogoslužja. Projekt je navdihnil druge projekte revitalizacije po vsej Evropi, vključno s projektom Dom-Römer v Frankfurtu, mestno palačo v Potsdamu in mestno palačo v Berlinu. Leta 2009 je ameriški predsednik Barack Obama obiskal cerkev po srečanju z nemško kanclerko Angelo Merkel v Grünes Gewölbe.

## Kritike metod rekonstrukcije
Arhitekturni zgodovinar Mark Jarzombek se je pritožil, da so bili nedoločljivi deli ruševin postavljeni na poljubnih lokacijah v novi stavbi. Kot rezultat, je dejal, je bil socialistični spomenik bombardiranju v bistvu razpršen po celotnem tkivu stavbe.